# 8 Horas de Suzuka

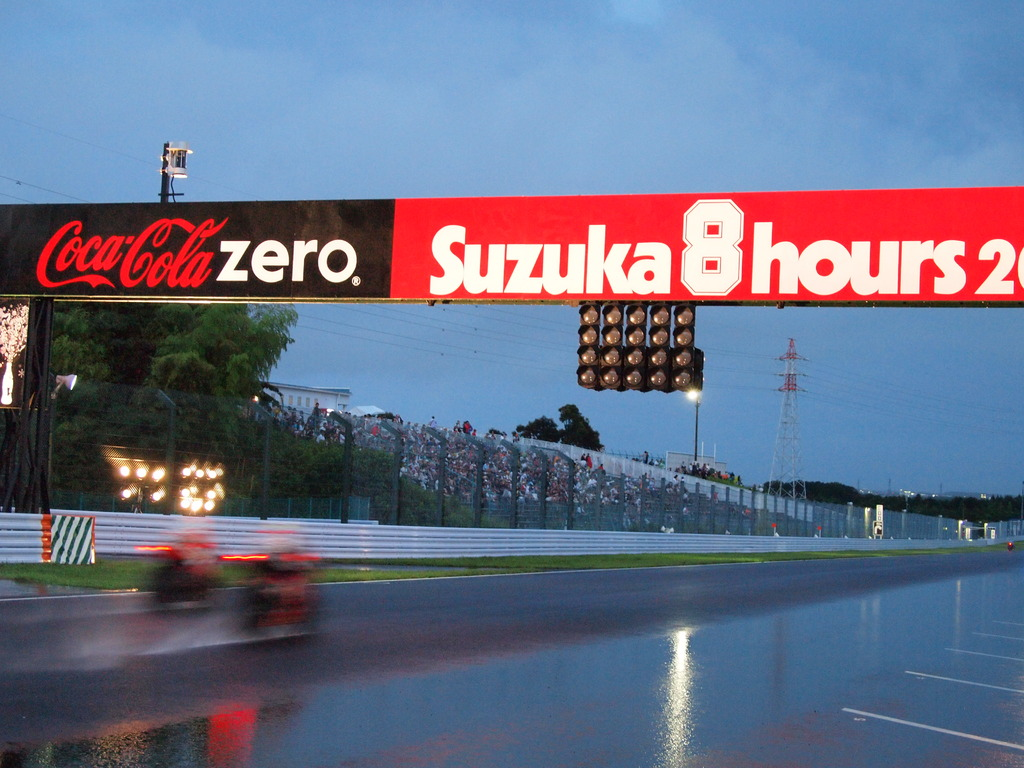
Las 8 Horas de Suzuka, edición de 2019.

Las 8 Horas de Suzuka (oficialmente, Coca-Cola Zero Suzuka 8 hours) es una carrera de resistencia de motocicletas celebrada en el Circuito de Suzuka en Japón cada año. La carrera dura ocho horas consecutivas y los participantes se componen de dos o más pilotos que alternan durante los pitstops. 

## Historia
La carrera comenzó en 1978 como una carrera para el prototipo de las motocicletas de la Fórmula 1 (TT-F1), que significaba que las cuatro compañías japonesas (Honda, Kawasaki, Suzuki y Yamaha), que tenían recursos de ingeniería ilimitados, podían utilizarlos en la pista.
A lo largo de los años, la carrera había pasado por varios cambios de reglas de acuerdo con la FIM, incluyendo la restricción a 750cc para las motos de F1.
Un cambio importante para la carrera se produjo en 1993. Debido a la gran popularidad de las carreras de Superbike, que había sido una clase de apoyo en las últimas carreras, la carrera ahora se centró en superbikes. La clase de Fórmula 1, que en ese momento era el pináculo de la carrera, se eliminaría por completo. Otra categoría incluida en la carrera es la clase Naked (para motocicletas sin carenado - similar a las motos streetfighter).
En el pináculo de la carrera durante la década de 1980, la carrera atrajo a más de 130.000 espectadores, mientras que en la actualidad atrae a una multitud de alrededor de 85.000. La cifra récord de asistencia es de 160.000 en 1990. La carrera forma parte del Campeonato Mundial de Motociclismo de Resistencia FIM para motocicletas y con la excepción de 2005, debido a la gran importancia que los cuatro fabricantes japoneses colocan en la carrera, los órganos de gobierno establecen una fecha de carrera que evita el conflicto con cualquiera de los otros grandes campeonatos.

## Ganadores

### Por piloto
| Victorias | Piloto |
| --------- | --- |
| 7         | Takumi Takahashi |
| 5         | Tohru Ukawa |
| 4         | Wayne Gardner, Shinichi Itoh, Ryuichi Kiyonari, Michael van der Mark, Katsuyuki Nakasuga |
| 3         | Kousuke Akiyoshi, Mike Baldwin, Colin Edwards, Tadayuki Okada, Aaron Slight, Alex Lowes, Leon Haslam |
| 2         | Wes Cooley, Manabu Kamada, Daijirō Katō, Kevin Magee, Dominique Sarron, Pol Espargaró, Jonathan Rea, Tetsuta Nagashima, Johann Zarco |
| 1         | David Aldana, Nobuatsu Aoki, Alex Barros, Daryl Beattie, Carlos Checa, Michael Cole, Graeme Crosby, Mick Doohan, Noriyuki Haga, Shinji Hagiwara, Tony Hatton, Richard Hubin, Shigeo Iljima, Hitoyasu Izutsu, Yukio Kagayama, Eddie Lawson, Fred Merkel, Herve Moineau, Takaaki Nakagami, Yukio Nukumi, Doug Polen, Wayne Rainey, Valentino Rossi, Scott Russell, Daisaku Sakai, Bradley Smith, Tadahiko Taira, Kazuki Tokudome, Masaki Tokuno, Takeshi Tsujimura, Alex Vieira, Martin Wimmer, Toprak Razgatlıoğlu, Iker Lecuona, Xavi Vierge, Teppei Nagoe |

### Por constructor
| Victorias | Constructor |
| --------- | ----------- |
| 31        | Honda       |
| 8         | Yamaha      |
| 5         | Suzuki      |
| 2         | Kawasaki    |

### Por año
| Año  | N.º                             | Equipo                          | Pilotos                                            | Constructor                     | Moto                            | Vueltas                         | Tiempo                          | Fuente                          |
| ---- | ------------------------------- | ------------------------------- | -------------------------------------------------- | ------------------------------- | ------------------------------- | ------------------------------- | ------------------------------- | ------------------------------- |
| 2025 | 30                              | Team HRC                        | Takumi Takahashi Johann Zarco                      | Honda                           | Honda CBR1000RR-R SP            | 217                             | 8:00'26.580                     |                                 |
| 2024 | 30                              | Team HRC with Japan Post        | Takumi Takahashi Johann Zarco Teppei Nagoe         | Honda                           | Honda CBR1000RR-R SP            | 220                             | 08:01'29.693                    |                                 |
| 2023 | 33                              | Team HRC                        | Takumi Takahashi Xavi Vierge Tetsuta Nagashima     | Honda                           | Honda CBR1000RR-R SP            | 216                             | 08:00'09.785                    |                                 |
| 2022 | 33                              | Team HRC                        | Takumi Takahashi Iker Lecuona Tetsuta Nagashima    | Honda                           | Honda CBR1000RR-R SP            | 214                             | 08:02'09.131                    | [ 3 ] [ 4 ]                     |
| 2021 | Edición cancelada - Coronavirus | Edición cancelada - Coronavirus | Edición cancelada - Coronavirus                    | Edición cancelada - Coronavirus | Edición cancelada - Coronavirus | Edición cancelada - Coronavirus | Edición cancelada - Coronavirus | Edición cancelada - Coronavirus |
| 2020 | Edición cancelada - Coronavirus | Edición cancelada - Coronavirus | Edición cancelada - Coronavirus                    | Edición cancelada - Coronavirus | Edición cancelada - Coronavirus | Edición cancelada - Coronavirus | Edición cancelada - Coronavirus | Edición cancelada - Coronavirus |
| 2019 | 10                              | Kawasaki Racing Team Suzuka 8H  | Jonathan Rea Leon Haslam Toprak Razgatlıoğlu       | Kawasaki                        | Kawasaki ZX-10RR                | 215                             | 7:55'36.613                     |                                 |
| 2018 | 21                              | Yamaha Factory Racing Team      | Katsuyuki Nakasuga Alex Lowes Michael van der Mark | Yamaha                          | Yamaha YZF-R1                   | 199                             | 8:00'01.728                     |                                 |
| 2017 | 21                              | Yamaha Factory Racing Team      | Katsuyuki Nakasuga Alex Lowes Michael van der Mark | Yamaha                          | Yamaha YZF-R1                   | 216                             | 8:00'32.959                     |                                 |
| 2016 | 21                              | Yamaha Factory Racing Team      | Katsuyuki Nakasuga Alex Lowes Pol Espargaro        | Yamaha                          | Yamaha YZF-R1                   | 218                             | 8:00´40.124                     | [ 10 ]                          |
| 2015 | 21                              | Yamaha Factory Racing Team      | Katsuyuki Nakasuga Bradley Smith Pol Espargaro     | Yamaha                          | Yamaha YZF-R1                   | 204                             | 8:00´29.708                     |                                 |
| 2014 | 634                             | MuSASHi RT HARC-PRO.            | Takumi Takahashi Michael van der Mark Leon Haslam  | Honda                           | CBR1000RRW                      | 172                             | 6:56´13.056                     |                                 |
| 2013 | 634                             | MuSASHi RT HARC-PRO.            | Takumi Takahashi Michael van der Mark Leon Haslam  | Honda                           | CBR1000RRW                      | 214                             | 8:00´01.280                     |                                 |
| 2012 | 11                              | F.C.C.-TSR Honda                | Kousuke Akiyoshi Tadayuki Okada Jonathan Rea       | Honda                           | CBR1000RRW                      | 215                             | 8:01´35.450                     |                                 |
| 2011 | 11                              | F.C.C.-TSR Honda                | Kousuke Akiyoshi Ryuichi Kiyonari Shinichi Itoh    | Honda                           | CBR1000RRW                      | 217                             | 8:00´50.922                     |                                 |
| 2010 | 634                             | MuSASHi RT HARC-PRO.            | Takumi Takahashi Ryuichi Kiyonari Takaaki Nakagami | Honda                           | CBR1000RRW                      | 215                             | 8:01´13.428                     |                                 |
| 2009 | 12                              | Yoshimura Suzuki with JOMO      | Daisaku Sakai Kazuki Tokudome Nobuatsu Aoki        | Suzuki                          | S-GSX-R1000                     | 183                             | 8:01´59.916                     |                                 |
| 2008 | 11                              | Dream Honda Racing              | Ryuichi Kiyonari Carlos Checa                      | Honda                           | CBR1000RRW                      | 214                             | 8:00´20.726                     |                                 |
| 2007 | 34                              | Yoshimura Suzuki with JOMO      | Yukio Kagayama Kousuke Akiyoshi                    | Suzuki                          | S-GSX-R1000                     | 216                             | 8:01´35.077                     |                                 |
| 2006 | 778                             | F.C.C.-TSR ZIP-FM Racing        | Takeshi Tsujimura Shinichi Itoh                    | Honda                           | CBR1000RRW                      | 214                             | 8:02´07.624                     |                                 |
| 2005 | 7                               | Seven Stars Racing              | Tohru Ukawa Ryuichi Kiyonari                       | Honda                           | CBR1000RRW                      | 204                             | 8:01´22.351                     |                                 |
| 2004 | 7                               | Seven Stars Racing              | Tohru Ukawa Hitoyasu Izutsu                        | Honda                           | CBR1000RRW                      | 210                             | 8:01´35.115                     |                                 |
| 2003 | 71                              | Team Sakurai Honda              | Yukio Nukumi Manabu Kamada                         | Honda                           | VTR1000SPW                      | 212                             | 8:00´38.909                     |                                 |
| 2002 | 11                              | Team Cabin Honda                | Daijiro Kato Colin Edwards                         | Honda                           | VTR1000SPW                      | 219                             | 8:02´04.992                     |                                 |
| 2001 | 11                              | Team Cabin Honda                | Valentino Rossi Colin Edwards                      | Honda                           | VTR1000SPW                      | 217                             | 8:01´30.173                     |                                 |
| 2000 | 4                               | Team Cabin Honda                | Tohru Ukawa Daijiro Kato                           | Honda                           | VTR1000SPW                      | 215                             | 8:00´31.775                     |                                 |
| 1999 | 4                               | Lucky Strike Honda              | Tadayuki Okada Alex Barros                         | Honda                           | RC45                            | 213                             | 8:01´59.918                     |                                 |
| 1998 | 33                              | Lucky Strike Honda & Iwaki      | Shinichi Itoh Tohru Ukawa                          | Honda                           | RC45                            | 212                             | 8:01´54.740                     |                                 |
| 1997 | 33                              | Hori-Pro Honda with HARC        | Shinichi Itoh Tohru Ukawa                          | Honda                           | RC45                            | 186                             | 8:02´03.722                     |                                 |
| 1996 | 45                              | Yamaha Racing Team              | Colin Edwards Noriyuki Haga                        | Yamaha                          | YZF750                          | 214                             | 8:02´06.441                     |                                 |
| 1995 | 11                              | Team HRC                        | Aaron Slight Tadayuki Okada                        | Honda                           | RC45                            | 212                             | 8:00´00.468                     |                                 |
| 1994 | 11                              | Team HRC                        | Doug Polen Aaron Slight                            | Honda                           | RC45                            | 183                             | 6:52´49.056                     |                                 |
| 1993 | 1                               | Itoham Racing Kawasaki          | Scott Russell Aaron Slight                         | Kawasaki                        | ZXR-7                           | 207                             | 8:01´13.713                     |                                 |
| 1992 | 11                              | Oki Honda Racing Team           | Wayne Gardner Daryl Beattie                        | Honda                           | RVF750                          | 208                             | 8:00´07.117                     |                                 |
| 1991 | 11                              | Oki Honda Racing Team           | Wayne Gardner Mick Doohan                          | Honda                           | RVF750                          | 192                             | 7:59´25.924                     |                                 |
| 1990 | 21                              | Shiseido Tech 21 Racing Team    | Tadahiko Taira Eddie Lawson                        | Yamaha                          | YZF750                          | 205                             | 7:57´35.859                     |                                 |
| 1989 | 2                               | Beams Honda with Ikuzawa        | Dominique Sarron Alex Vieira                       | Honda                           | RVF750                          | 202                             | 7:58´34.328                     |                                 |
| 1988 | 3                               | Team Lucky Strike Roberts       | Kevin Magee Wayne Rainey                           | Yamaha                          | YZF750                          | 202                             | 8:02´21.384                     |                                 |
| 1987 | 21                              | Shiseido Tech 21 Racing Team    | Martin Wimmer Kevin Magee                          | Yamaha                          | YZF750                          | 200                             | 8:01´30.045                     |                                 |
| 1986 | 4                               | Team HRC                        | Wayne Gardner Dominique Sarron                     | Honda                           | RVF750                          | 197                             | 8:01´30.738                     |                                 |
| 1985 | 3                               | Team HRC                        | Wayne Gardner Masaki Tokuno                        | Honda                           | RVF750                          | 195                             | 8:01´40.102                     |                                 |
| 1984 | 1                               | Honda America                   | Mike Baldwin Fred Merkel                           | Honda                           | RS750R                          | 191                             | 8:01´30.35                      |                                 |
| 1983 | 6                               | HB Suzuki France                | Hervé Moineau Richard Hubin                        | Suzuki                          | GS1000R                         | 190                             | 8:02´29.32                      |                                 |
| 1982 | 27                              | Blue Helmet MSC                 | Shigeo Iijima Shinji Hagiwara                      | Honda                           | CB900F                          | 120                             | 6:02´55.83                      |                                 |
| 1981 | 1                               | Honda France                    | Mike Baldwin David Aldana                          | Honda                           | RS1000                          | 199                             | 8:00´47.12                      |                                 |
| 1980 | 12                              | Yoshimura R&D                   | Wes Cooley Graeme Crosby                           | Suzuki                          | GS1000                          | 200                             | 8:01´03.54                      |                                 |
| 1979 | 6                               | Honda Australia                 | Tony Hatton Michael Cole                           | Honda                           | CB900                           | 197                             | 8:00´23.78                      |                                 |
| 1978 | 2                               | Yoshimura Racing                | Wes Cooley Mike Baldwin                            | Suzuki                          | GS1000                          | 194                             | 8:02´51.53                      |                                 |